# Lithophyllum albanense
Lithophyllum albanense Lemoine, 1924 é o nome botânico de uma espécie de algas vermelhas pluricelulares do gênero Lithophyllum, família Corallinaceae.
- São algas marinhas encontradas nas ilhas de Malta.

## Sinonímia
- Não apresenta sinônimos.